# إبراهيم الورداني (مؤلف)
إبراهيم الورداني (1919 - 1991) هو كاتب ومؤلف مصري، تلقى دراسته الإبتدائية والثانوية بالقاهرة لكنه لم يستطيع أن يستكمل دراسته العليا بسبب قلة إمكانيات أسرته، وانتقل للقاهرة عام 1941، وبدأ حياته المهنية بالكتابة بمجلة آخر ساعة وفي عام 1949 تولى رئاسة مجلة الستار قبل أن ينضم إلى الجمهورية (جريدة مصرية)، ويصبح من كبار كتابها وقد اكتسب إبراهيم الورداني شهرة واسعة في مطلع حياته الصحفية والأدبية حيث كان يكتب القصة القصيرة بتوقيع (مي صغيرة) وقد نال جائزة الدولة التشجيعية في القصة القصيرة عام 1968.
- هارب من الحياة
- أسعد الأيام
- الأصابع الثلاثة
- فلاح في بلاط صاحبة الجلالة
- حافية على جسر الذهب
- علشان عيونك